# Tamseuxoa mendosica
Tamseuxoa mendosica är en fjärilsart som beskrevs av George Francis Hampson 1903. Tamseuxoa mendosica ingår i släktet Tamseuxoa och familjen nattflyn. Inga underarter finns listade i Catalogue of Life.